# シュテファン・アントン・レック

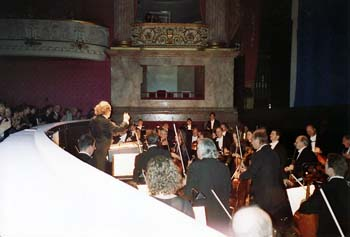
バイエルン国立歌劇場で（2008年）

シュテファン・アントン・レック（Stefan Anton Reck、1960年4月26日 - ）はドイツの指揮者。古典から近代および現代作品に至る幅広いレパートリーを持ち、コンサートとオペラ双方の指揮者として活躍している。

## 来歴
シュテファン・アントン・レックは1960年4月26日、バーデン＝ヴュルテンベルク州バーデン＝バーデンに生まれる。幼少期から音楽に囲まれる環境に身を置き、早くから音楽家を夢見ていた。1985年、レックは第1回アルトゥーロ・トスカニーニ国際指揮者コンクールとジーノ・マリヌッツィ国際指揮者コンクールに立て続けに優勝し、タングルウッド音楽祭への奨学金を受け取って1987年から1990年の間、レナード・バーンスタインや小澤征爾らの下で研さんに励んだ。
ヨーロッパに戻ったあとは主にイタリアのオーケストラや歌劇場のポストに就き、1990年から1994年はサンレモ交響楽団の音楽監督、1994年から1998年はラツィオ・ローマ管弦楽団の首席指揮者、そして1999年から2003年はパレルモのテアトロ・マッシモの音楽監督を務めた。この間、1997年から2000年の間はクラウディオ・アバドの招きでザルツブルク復活祭音楽祭におけるベルク『ヴォツェック』などの公演の助手を務めた。また、ピエール・ブーレーズはグスタフ・マーラー・ユーゲント管弦楽団の1997-1998年シーズンの客演指揮者の一人にレックを招へいし、以降もグスタフ・マーラー・ユーゲント管弦楽団への客演を繰り返した。グスタフ・マーラー・ユーゲント管弦楽団との公演の中にはヴェルディ『ファルスタッフ』の上演も含まれている。1998年からは、トリエステのテアトロ・ヴェルディにおけるワーグナー『ニーベルングの指環』の新演出による上演の指揮を開始した。
2001年のシーズン、レックはテアトロ・マッシモの開幕公演でベルク『ルル』を振ったが、この公演はライヴ録音されCDとしてリリースされた。この年は他にフランス国立管弦楽団、マッジョ・ムジカーレ・フィオレンティーノ、ボローニャのテアトロ・コムナーレおよびジェノヴァのテアトロ・カルロ・フェリーチェを指揮し、トリエステでの『指環』プロジェクトを完結させた。翌2002年のシーズンはオッフェンバック『ホフマン物語』でテアトロ・マッシモのシーズンを開いたほか、「ホロコーストの犯罪の記憶」と題した一連の公演で、ウルマン『アトランティスの皇帝』、俳優ハーヴェイ・カイテルをナレーションに迎えたシェーンベルク『ワルシャワの生き残り』といった、ホロコーストに何かしらの形でかかわった作品を取り上げた。このシーズンではほかにパレルモでオネゲル『火刑台上のジャンヌ・ダルク』、ジェノヴァでリヒャルト・シュトラウス『サロメ』、ライプツィヒでウェーバー『魔弾の射手』を指揮し、2003年4月には日本を訪れて東京文化会館におけるベッリーニ『ノルマ』（演奏会形式）を、エディタ・グルベローヴァのタイトル・ロールと東京フィルハーモニー管弦楽団の演奏で指揮した。その他、前シーズンに続くフランス国立管弦楽団との公演のほか、モンペリエ国立歌劇場やローマ聖チェチーリア音楽院管弦楽団などにも登場した。
2003年から2004年のシーズンでは、レックは初めてドレスデンのゼンパー・オーパーとベルリン国立歌劇場、ロサンゼルス歌劇場に初登場を果たし、ドレスデンとベルリンでは『ルル』、ロサンゼルスではモーツァルト『フィガロの結婚』を指揮したほか、フェニーチェ劇場でのシュトラウス『ダフネ』を指揮し、『ダフネ』の公演はCDとDVDでリリースされた。2004年以降は2005年2月と9月に新国立劇場での『ルル』とワーグナー『ニュルンベルクのマイスタージンガー』、トリノのテアトロ・レージョでのワーグナー『トリスタンとイゾルデ』、バーリのテアトロ・ペトルツェリでの『指環』、そしてドレスデンでのジェイク・ヘギー『デッドマン・ウォーキング』のヨーロッパ初演を含むオペラ上演ならびにハンブルク州立歌劇場とフランクフルト歌劇場への初登場、エジンバラ音楽祭への出演など幅広い活躍を見せている。日本においても東京交響楽団の定期演奏会に2007年12月と2009年6月、2011年5月に出演している。
レックは古典のほかにグスタフ・マーラーや新ウィーン楽派の諸作品といった近代作品に対する解釈によっても知られている。特にマーラーは、レックにとってはバッハ、ベートーヴェン、ブラームスとならぶ親近感のある作曲家に位置付けられている。また、ワーグナーの指揮では「埃を拭い去るように、軽いイタリア的なサウンド」になるよう心がける解釈をしている。音楽以外では絵画や哲学を好み、東京交響楽団でのインタビューでは、「演奏家になっていなかったら、画家になっていたかな」と語っている。

## 主なディスコグラフィ・フィルモグラフィ
- シェーンベルク『期待』：アニャ・シリヤ / プーランク『人間の声』：ライナ・カバイヴァンスカ：2000年パレルモ：Fondazione Teatro Massimo FTM 001（CD、2001）[10][11]
- リヒャルト・シュトラウス『ダフネ』：ジューン・アンダーソン、ロベルト・サッカ、スコット・マック・アリスター：Dynamic CDS499（CD）/ CDS33499（DVD）[11]
- ベルク『ルル』：アナート・エフラティ、ドリス・ソーフェル、モニカ・ミラレッリ：OehmsClassics 205 2 CD PG X02 （CD）[11]
- マーラー：交響曲第7番[11]
- マーラー：交響曲第10番からアダージョ[11]